# Heerschild

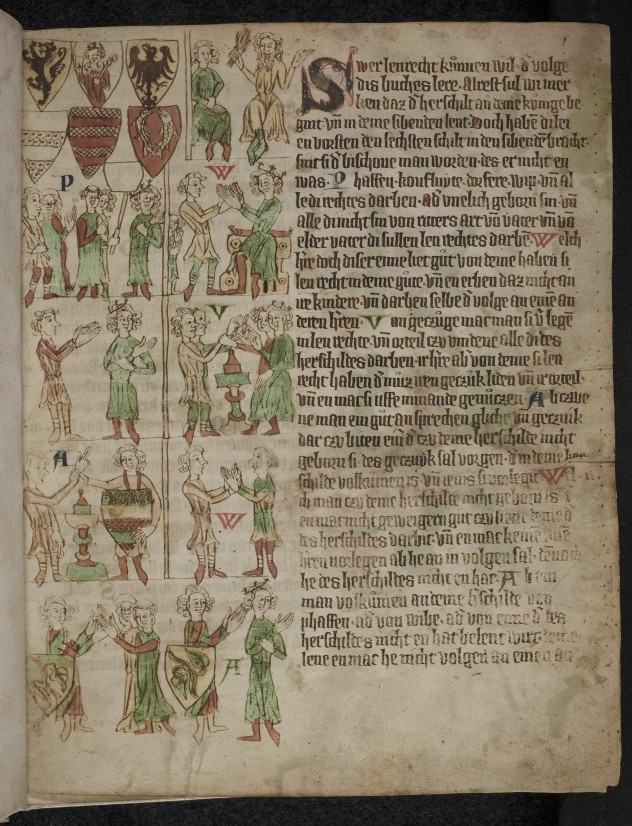
Pagina uit de Heidelberger Saksenspiegel met linksboven de eerste zes heerschilden. Boven van rechts naar links: 1. schild van de Duitse keizer met rijksadelaar, 2. schild van de kerkvorsten, 3. schild van een wereldlijke vorst. Onder van rechts naar links: 4. schild van een vrije heer, 5. en 6. schilden van het vijfde en zesde heerschild.

Het heerschild betekent letterlijk legerschild en is in de middeleeuwen bedoeld als inschaling van adellijke rangen. De verschillende heerschilden speelden ook een rol in het leenstelsel van het Heilige Roomse Rijk.
De indeling in zeven heerschilden werd in het midden van de dertiende eeuw in het Heilige Roomse Rijk gedocumenteerd in twee rechtsboeken die bekendstaan als resepctievelijk de Saksenspiegel en de Zwabenspiegel. De Zwabenspiegel is sterk beïnvloed door de Saksenspiegel.

## De zeven heerschilden
Binnen het systeem van de zeven heerschilden is de koning de drager van het eerste en hoogste schild, het tweede schild wordt gedragen door de kerkvorsten: de bisschoppen, abten en abdissen. Het derde schild wordt gedragen door de wereldlijke vorsten zoals hertogen en graven.
Het vierde schild wordt gedragen door de vrije heren. Het vijfde door de vrijen die als schepen mogen functioneren in het gerecht en de vazallen van de vrije heren. Het zesde heerschild wordt gedragen door de leenmannen van het vijfde schild, de dienstmannen. Dan volgt er nog een groep waarvan de status onzeker is, het zevende heerschild. 
Wie leenman werd van iemand uit hetzelfde heerschild kwam daardoor in een lager heerschild terecht.
Buiten de zeven heerschilden bevonden zich diegenen die niet leengerechtigd waren: waaronder priesters, kooplieden, boeren, vrouwen en onvrijen.